# Seth Wescott
Seth Wescott (n. 28 iunie 1976, Durham, Carolina de Nord, SUA) este un sportiv ce a reprezentat Statele Unite ale Americii, medaliat olimpic. A participat la 2 ediții ale Jocurilor Olimpice (2006, 2010) în care a câștigat două medalii de aur.